# La misa de san Gil
La misa de San Gil es una pintura al óleo sobre madera de roble perteneciente a un políptico dispersado. Fue pintada por un artista de comienzos del siglo XVI conocido con el nombre de Maestro de san Gil. Se conserva en la National Gallery de Londres. 

## Historia
Es este panel y otro representando a San Gil y la cierva son los que dieron el nombre de Maestro de san Gil a su autor, del que se sabe poco. El políptico de san Gil fue pintado alrededor de 1500 y se desconoce tanto el lugar de origen como la colocación originaria de los paneles conservados, que son cuatro: dos de ellos se conservan en la Galería Nacional de Londres, y otros dos se conservan en la Galería Nacional de Arte de Washington.

## Descripción
La tabla, que mide 62'30 × 46 cm, representa una escena legendaria, tomada de la Vida de san Gil. Según esta leyenda, Carlomagno habría cometido un pecado tan grave que habría sido incapaz de confesarlo. Durante una visita al emperador, el santo habría celebrado una misa y rezado por él. Como consecuencia de ello, habría aparecido un ángel portando una carta de origen divino asegurando que a causa de las oraciones de san Gil el pecado de Carlomagno había sido perdonado.
Anacrónicamente, el cuadro nos muestra a Carlomagno y a san Gil juntos, a pesar de que no eran contemporáneos. La escena tiene lugar en el interior de la basílica de Saint-Denis, que se muestra aproximadamente en el estado en que se encontraba a comienzos del siglo XVI. El altar mayor aparece adornado con el gran retablo de oro donado por Carlos el Calvo, coronado a su vez por la Cruz de san Eligio. En el lado derecho puede verse en la pared el sepulcro del rey Dagoberto I, fundador de la basílica.
En el reverso del panel se representa en grisalla una estatua de san Pedro en un nicho, que se considera obra de un ayudante del pintor.

## Interés iconográfico
La tabla, pintada alrededor de 1500, representa el gran altar de la basílica de Saint-Denis tal como todavía se conservaba en ese momento. Se reproducen con bastante fidelidad tres elementos principales del tesoro de la basílica, posteriormente destruidos:
- La Cruz de san Eligio,[3][4] que medía aproximadamente dos metros de altura,[5] en oro cloisonné y cubierta de piedras preciosas.[5][4] Habría sido realizada por san Eligio por orden de Dagoberto I, fundador de la abadía. Fue incautada durante la Revolución francesa y fundida en 1794[4] para acuñar moneda. Solo ha sobrevivido un pequeño fragmento que se conserva en el Gabinete de Medallas de la Biblioteca Nacional de Francia.[6][4]
- El retablo de oro,[3] un frontal de altar utilizado como ornamento, compuesto por tres paneles de oro repujado y con incrustaciones de piedras preciosas, donado por el emperador Carlos el Calvo. Fue destruido en 1793.
- Carlomagno lleva la Santa Corona, erróneamente conocida como 'de Carlomagno', similar a la corona abierta representada en el cuadro La Virgen de la familia Vic (Iglesia de Saint-Nicolas-des-Champs, París) pintada por Frans Pourbus el Joven un siglo después de La misa de san Gil. Esta corona, uno de los elementos de la coronación de los reyes de Francia, desapareció en 1590, cuando los duques de Mayena y de Nemours se apoderaron de ella y la fundieron para financiar a la Liga católica durante las Guerras de religión de Francia.[nota 1] Desde entonces se utilizó la corona de la reina, casi idéntica, para las ceremonias de coronación de los reyes de Francia. Ambas coronas fueron llamadas, sucesivamente, “corona de Carlomagno”.